# Metaleptus brasiliensis
Metaleptus brasiliensis är en skalbaggsart som först beskrevs av Schaufuß 1871.  Metaleptus brasiliensis ingår i släktet Metaleptus och familjen långhorningar. Inga underarter finns listade i Catalogue of Life.